# Sarkad
Sarkad ist eine ungarische Stadt im gleichnamigen Kreis im Komitat Békés.

## Geografische Lage
Sarkad liegt im östlichen Teil des Komitats Békés, 23,5 Kilometer nordöstlich des Komitatssitzes Békéscsaba, am rechten Ufer des Flusses Fekete-Körös und gut fünf Kilometer von der rumänischen Grenze entfernt. Nachbargemeinden sind Sarkadkeresztúr, Méhkerék, Kötegyán, Gyula und Doboz.

## Geschichte
Im Jahr 1913 gab es in der damaligen Großgemeinde 1852 Häuser und 9587 Einwohner auf einer Fläche von 22.872 Katastraljochen. Sie gehörte zu dieser Zeit zum Bezirk Nagyszalonta im Komitat Bihar.

## Städtepartnerschaften
- Baraolt (Covasna), Rumänien
- Niestetal, Deutschland
- Salonta, Rumänien
- Snagov, Rumänien

## Söhne und Töchter der Stadt
- László Kún (1869–1939), Komponist und Kapellmeister
- Sándor Kónya (1923–2002), Opernsänger und Hochschullehrer

## Sehenswürdigkeiten
Im Zentrum der Siedlung steht eine reformierte Kirche mit neun Türmen. Die Büste des Königs Stephan I. der Heilige und die Reiterstatue des Fürsten Árpád wurden anlässlich des Millenniums aufgestellt. Außerdem gibt es ein Denkmal der Helden des Ersten und Zweiten Weltkrieges sowie zum Andenken an die Märtyrer von Arad in der Stadt. Das Béla-Bartók-Kulturzentrum mit Bibliothek, die ortsgeschichtliche Sammlung Sándor Márki, die Stadtgalerie und das Sándor-Kónya-Gedenkzimmer bieten Kulturprogramme an. Der See Éden, im geometrischen Mittelpunkt der Siedlung, ist ein beliebtes Freizeitziel.

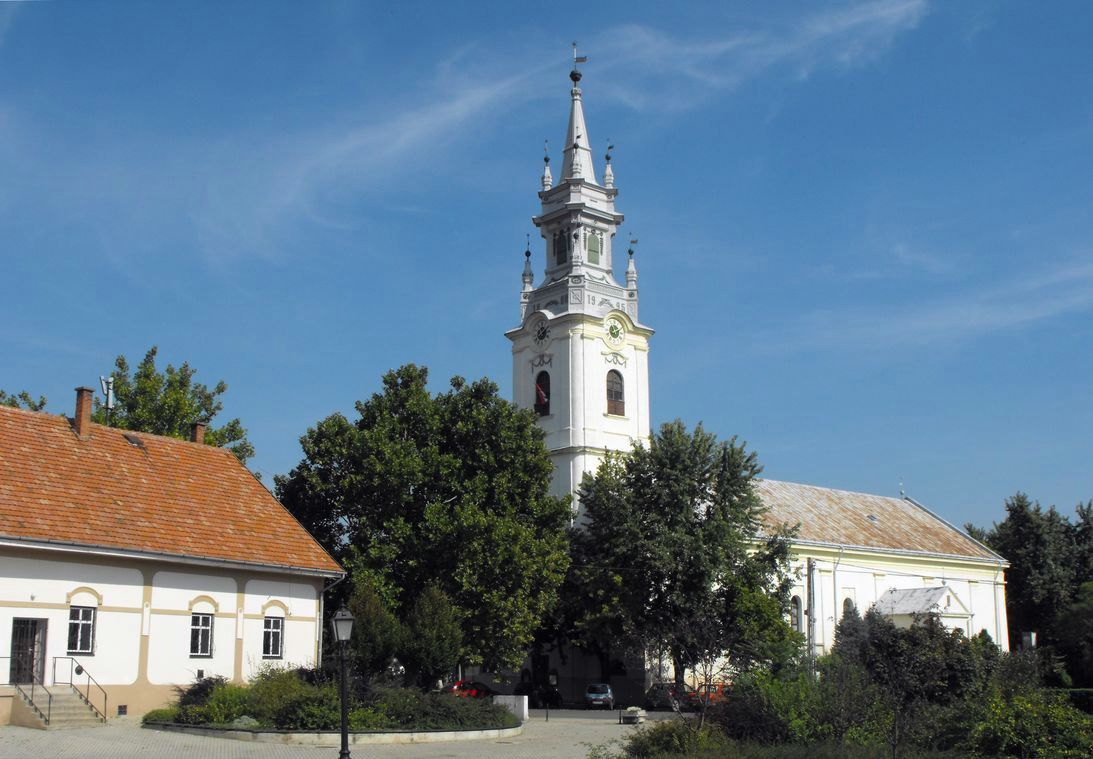
Reformierte Kirche
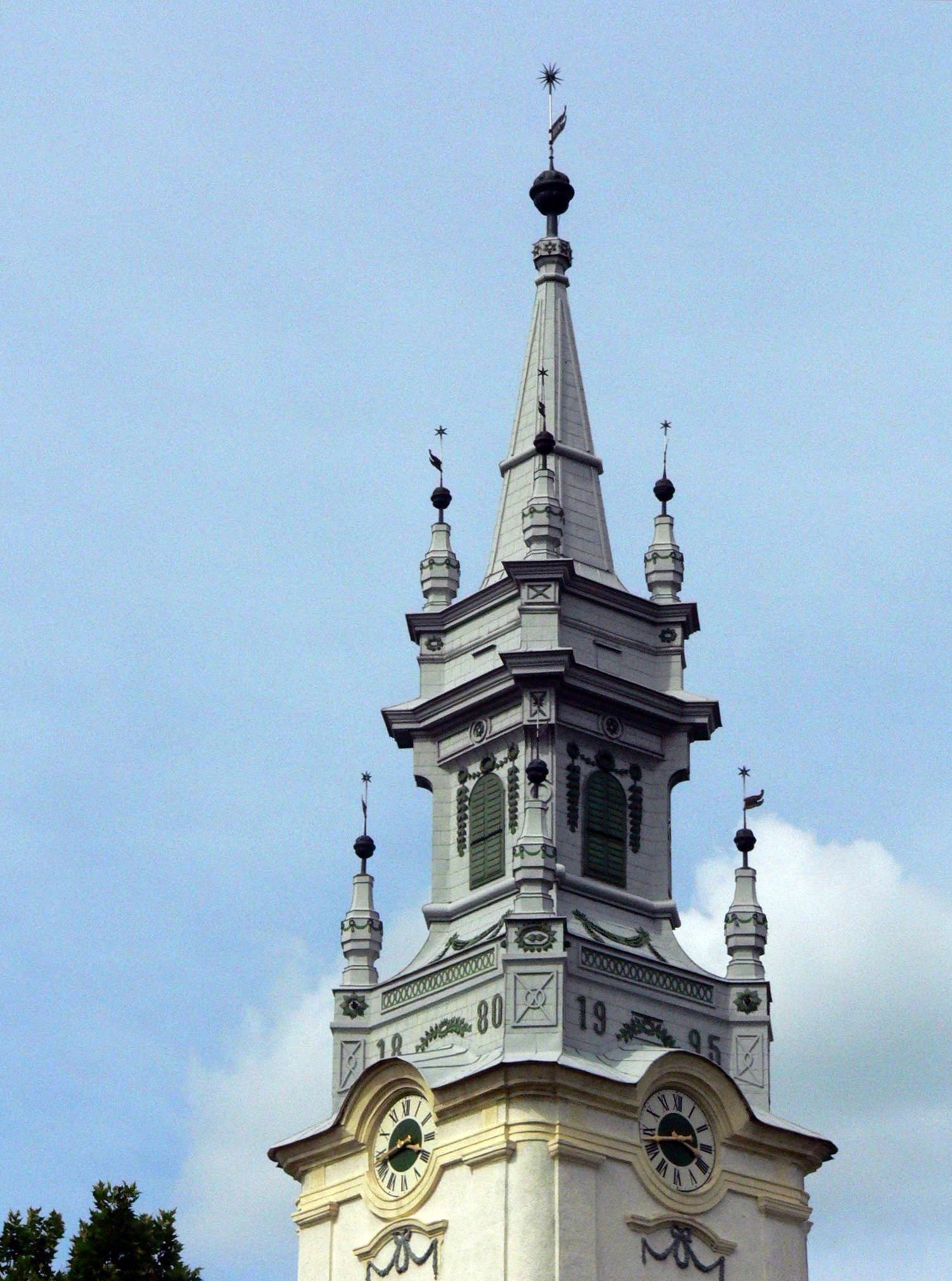
Die neun Türme der reformierten Kirche
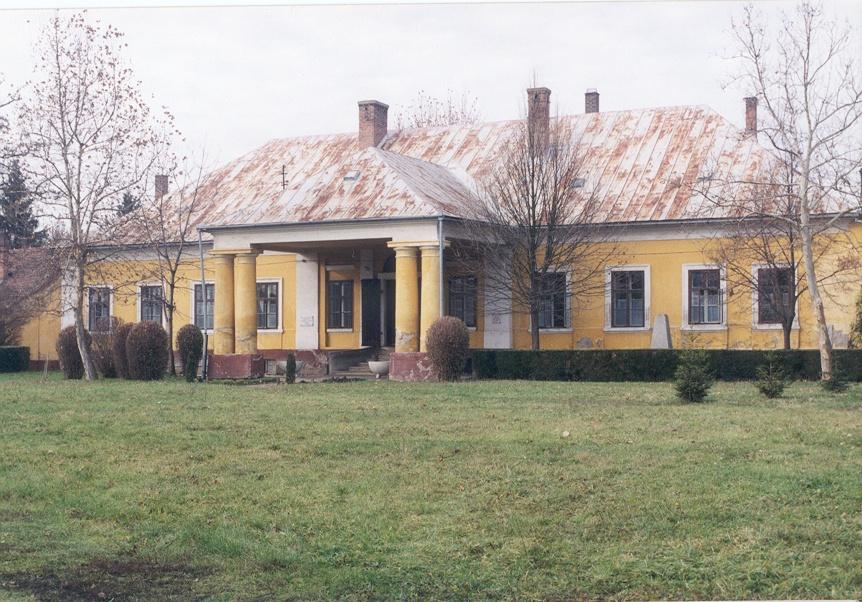
Schloss Almásy
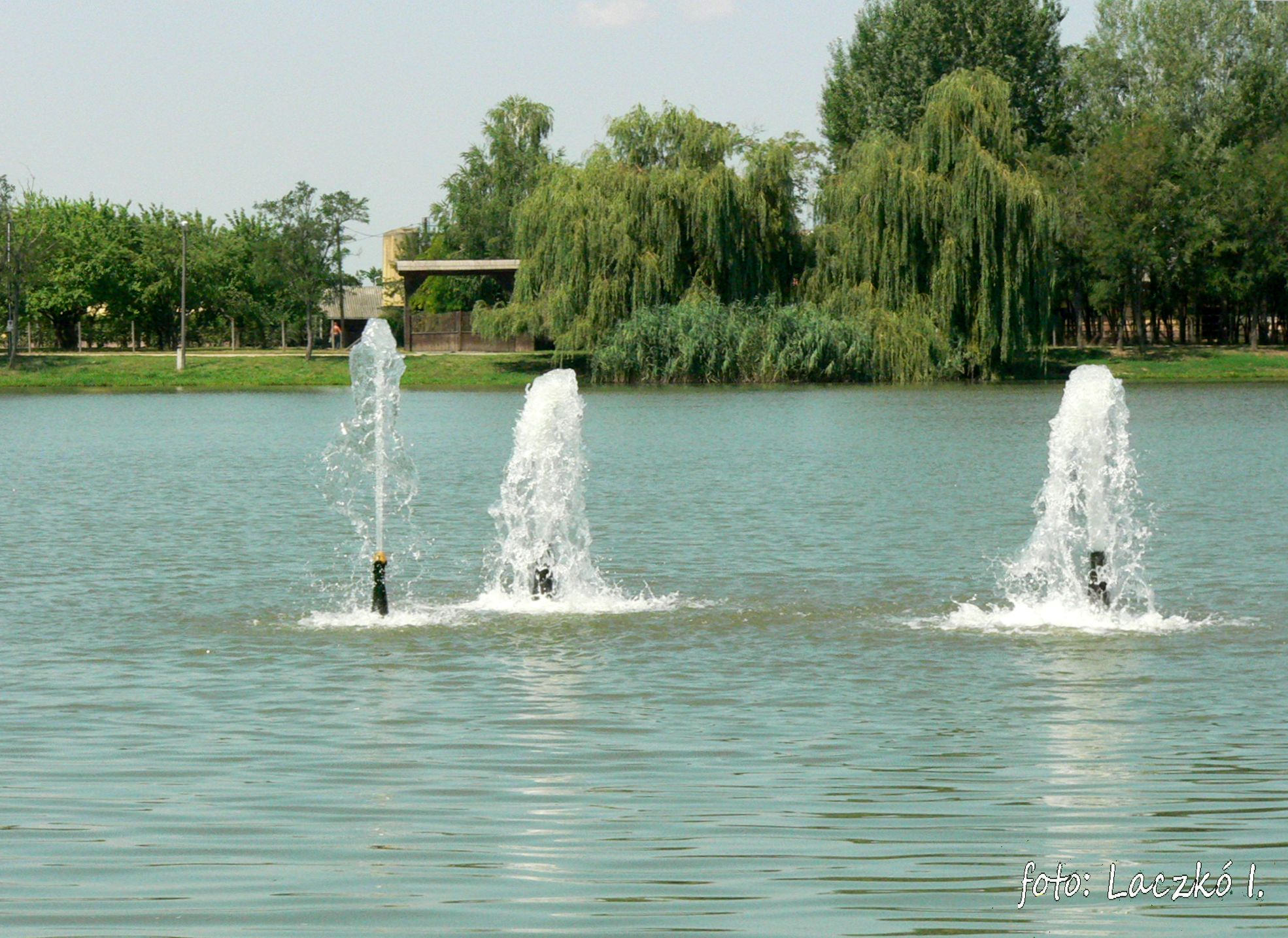
Éden-See

## Verkehr
In Sarkad treffen die Landstraßen Nr. 4219 und Nr. 4252 aufeinander. Es bestehen Eisenbahnverbindungen nach Békéscsaba und Vésztő.